# Lukas Hofer
Lukas Hofer (ur. 30 września 1989 w Bruneck) – włoski biathlonista, dwukrotny medalista igrzysk olimpijskich, czterokrotny medalista mistrzostw świata.

## Kariera
Po raz pierwszy na arenie międzynarodowej pojawił się 11 marca 2006 roku, startując w zawodach Pucharu IBU w Martell, gdzie zajął 27. miejsce w sprincie. Rok później wystartował na mistrzostwach świata juniorów w tej samej miejscowości, gdzie zajął między innymi 13. miejsce w sztafecie i 22. miejsce w biegu pościgowym. Podczas mistrzostw świata juniorów w Ruhpolding w 2008 roku zdobył brązowy medal w sztafecie, a w biegu indywidualnym i pościgowym był czwarty. Najlepsze wyniki osiągnął na mistrzostwach świata juniorów w Canmore w 2009 roku, gdzie był najlepszy w sprincie i biegu pościgowym.
W Pucharze Świata zadebiutował 10 stycznia 2009 roku w Oberhofie, zajmując 53. miejsce w sprincie. Pierwsze pucharowe punkty wywalczył 5 grudnia 2009 roku w Östersund, gdzie zajął 20. miejsce w tej konkurencji. Na podium zawodów tego cyklu po raz pierwszy stanął 12 marca 2011 roku w Chanty-Mansyjsku, kończąc rywalizację w biegu masowym na trzeciej pozycji. W zawodach tych wyprzedzili go jedynie Emil Hegle Svendsen z Norwegii i Rosjanin Jewgienij Ustiugow. Zawody te odbywały się jednocześnie w ramach Mistrzostw Świata w Biathlonie 2011, tym samym Włoch zdobył brązowy medal. Trzy lata później, na igrzyskach olimpijskich w Soczi, wspólnie z Dorotheą Wierer, Karin Oberhofer i Dominikiem Windischem zdobył brązowy medal w sztafecie mieszanej. Na rozgrywanych w 2018 roku igrzyskach olimpijskich w Pjongczangu reprezentacja Włoch w składzie Wierer, Lisa Vittozzi, Hofer i Windisch ponownie zajęła trzecie miejsce w sztafecie mieszanej.
W 2013 roku na zimowych igrzyskach wojskowych w Annecy zdobył w biathlonie: złoty medal w sprincie indywidualnym (10 km), srebrny w sprincie drużynowym (10 km) oraz brązowy medal w patrolu wojskowym (drużynowo).

## Osiągnięcia

### Zimowe igrzyska olimpijskie
| Rok  | Miejscowość | Konkurencje | Konkurencje | Konkurencje | Konkurencje | Konkurencje | Konkurencje | Konkurencje |
| Rok  | Miejscowość | IN          | SP          | PU          | MS          | RL          | MR          | SR          |
| ---- | ----------- | ----------- | ----------- | ----------- | ----------- | ----------- | ----------- | ----------- |
| 2010 | Vancouver   | 46.         | 56.         | 54.         | nd.         | 12.         | nd.         | nd.         |
| 2014 | Soczi       | 14.         | 12.         | 17.         | DNS         | 5.          | 3.          | nd.         |
| 2018 | Pjongczang  | 63.         | 10.         | 10.         | 18.         | 12.         | 3.          | nd.         |
| 2022 | Pekin       | 27.         | 14.         | 4.          | 27.         | 7.          | 9.          | nd.         |

### Mistrzostwa świata
| Rok  | Miejscowość          | Konkurencje | Konkurencje | Konkurencje | Konkurencje | Konkurencje | Konkurencje | Konkurencje |
| Rok  | Miejscowość          | IN          | SP          | PU          | MS          | RL          | MR          | SR          |
| ---- | -------------------- | ----------- | ----------- | ----------- | ----------- | ----------- | ----------- | ----------- |
| 2010 | Chanty-Mansyjsk      | –           | –           | –           | –           | –           | 8.          | nd.         |
| 2011 | Chanty-Mansyjsk      | 27.         | 16.         | 9.          | 3.          | 5.          | 5.          | nd.         |
| 2012 | Ruhpolding           | 20.         | 31.         | 13.         | 16.         | 4.          | 9.          | nd.         |
| 2013 | Nové Město na Moravě | 7.          | 14.         | 11.         | 21.         | 7.          | 4.          | nd.         |
| 2015 | Kontiolahti          | 50.         | 24.         | 30.         | –           | 12.         | 7.          | nd.         |
| 2016 | Oslo                 | –           | 75.         | –           | –           | –           | 8.          | nd.         |
| 2017 | Hochfilzen           | 34.         | 56.         | DNS         | –           | 5.          | 4.          | nd.         |
| 2019 | Östersund            | 5.          | 52.         | 42.         | 17.         | 15.         | 3.          | 2.          |
| 2020 | Anterselva           | 13.         | 21.         | 20.         | 18.         | 7.          | 2.          | 9.          |
| 2021 | Pokljuka             | 19.         | 13.         | 15.         | 7.          | 6.          | 6.          | 5.          |
| 2023 | Oberhof              | 72.         | 28.         | 35.         | –           | 7.          | –           | –           |
| 2024 | Nové Město           | 24.         | 18.         | 9.          | 19.         | 6.          | –           | –           |
| 2025 | Lenzerheide          | 70.         | 16.         | 20.         | 8.          | 5.          | 7.          | –           |

### Mistrzostwa świata juniorów
| Rok  | Miejscowość | Konkurencje | Konkurencje | Konkurencje | Konkurencje | Konkurencje | Konkurencje | Konkurencje |
| Rok  | Miejscowość | IN          | SP          | PU          | MS          | RL          | MR          | SR          |
| ---- | ----------- | ----------- | ----------- | ----------- | ----------- | ----------- | ----------- | ----------- |
| 2007 | Martell     | 23.         | 29.         | 22.         | nd.         | 13.         | nd.         | nd.         |
| 2008 | Ruhpolding  | 4.          | 15.         | 4.          | nd.         | 3.          | nd.         | nd.         |
| 2009 | Canmore     | 44.         | 1.          | 1.          | nd.         | 7.          | nd.         | nd.         |

### Mistrzostwa Europy
| Rok  | Miejscowość          | Konkurencje | Konkurencje | Konkurencje | Konkurencje | Konkurencje | Konkurencje | Konkurencje |
| Rok  | Miejscowość          | IN          | SP          | PU          | MS          | RL          | MR          | SR          |
| ---- | -------------------- | ----------- | ----------- | ----------- | ----------- | ----------- | ----------- | ----------- |
| 2008 | Nové Město na Moravě | 21.         | 8.          | 22.         | nd.         | 12.         | nd.         | nd.         |

### Puchar Świata

#### Miejsca w klasyfikacji generalnej
| Sezon     | Miejsce          |
| --------- | ---------------- |
| 2009/2010 | 50.              |
| 2010/2011 | 12.              |
| 2011/2012 | 24.              |
| 2012/2013 | 20.              |
| 2013/2014 | 15.              |
| 2014/2015 | 38.              |
| 2015/2016 | 33.              |
| 2016/2017 | 29.              |
| 2017/2018 | 5.               |
| 2018/2019 | 10.              |
| 2019/2020 | 16.              |
| 2020/2021 | 8.               |
| 2021/2022 | 20.              |
| 2022/2023 | nie brał udziału |
| 2023/2024 | 25.              |
| 2024/2025 | 33.              |

#### Miejsca na podium chronologicznie
| Lp. | Dzień       | Rok  | Miejscowość     | Konkurencja               | Lokata | Pudła   | Czas biegu | Strata   | Zwycięzca              |
| --- | ----------- | ---- | --------------- | ------------------------- | ------ | ------- | ---------- | -------- | ---------------------- |
| 1.  | 12 marca    | 2011 | Chanty-Mansyjsk | Bieg masowy na 15 km      | 3.     | 0+0+0+1 | 38:57,0    | + 5,0    | Emil Hegle Svendsen    |
| 2.  | 15 marca    | 2013 | Chanty-Mansyjsk | Sprint na 10 km           | 2.     | 0+0     | 25:02,2    | + 39,6   | Martin Fourcade        |
| 3.  | 17 stycznia | 2014 | Anterselva      | Sprint na 10 km           | 1.     | 0+1     | 24:44,9    | –        | –                      |
| 4.  | 17 marca    | 2018 | Oslo            | Bieg pościgowy na 12,5 km | 2.     | 1+0+0+0 | 31:49,7    | + 18,1   | Martin Fourcade        |
| 5.  | 24 marca    | 2018 | Tiumeń          | Bieg pościgowy na 12,5 km | 3.     | 0+0+0+0 | 33:18,1    | + 1:08,4 | Martin Fourcade        |
| 6.  | 12 stycznia | 2019 | Oberhof         | Bieg pościgowy na 12,5 km | 3.     | 0+0+0+0 | 34:29,8    | + 15,8   | Johannes Thingnes Bø   |
| 7.  | 22 marca    | 2019 | Oslo            | Sprint na 10 km           | 2.     | 0+0     | 25:11,6    | + 31,7   | Johannes Thingnes Bø   |
| 8.  | 11 marca    | 2021 | Nové Město      | Sprint na 10 km           | 3.     | 0+0     | 22:07,2    | +14,8    | Quentin Fillon Maillet |
| 9.  | 19 marca    | 2021 | Östersund       | Sprint na 10 km           | 1.     | 0+0     | 22:27,1    | –        | –                      |
| 10. | 20 marca    | 2021 | Östersund       | Bieg pościgowy na 12,5 km | 3.     | 1+0+2+1 | 32:40,5    | +32,4    | Sturla Lægreid         |
| 11. | 6 marca     | 2022 | Kontiolahti     | Bieg pościgowy na 12,5 km | 3.     | 0+1+0+0 | 32:55,0    | +8,8     | Quentin Fillon Maillet |